# 십자성마을

십자성마을 전경 (2008년 9월, 양재대로125길)

십자성마을(十字星마을)은 대한민국 국군 상이 군인의 수용을 위해 서울특별시 강동구에 조성된 단독주택 밀집 구역이다.

## 역사
베트남 전쟁에 파병된 대한민국 국군 전상 용사들을 위해 박정희 대통령이 자금을 조달해 지은 마을로, 1974년 10월 31일 십자성마을로 이름붙인 뒤 지금까지 많은 국가유공자들이 거주하고 있다. 십자성마을회는 서울지방보훈청의 관할 하에 있다.

### 십자성마을탑

십자성마을탑

마을회관 정면에 위치한 탑에는 십자성마을을 상징하는 글귀와 마을의 유래가 적혀 있다.
- 건립자 : 강달신
- 건립후원 : 류근창
- 조각 : 김영중
- 글 : 이윤상
- 글씨 : 김충현